# Buchhandlung Dr. Adolf Edel

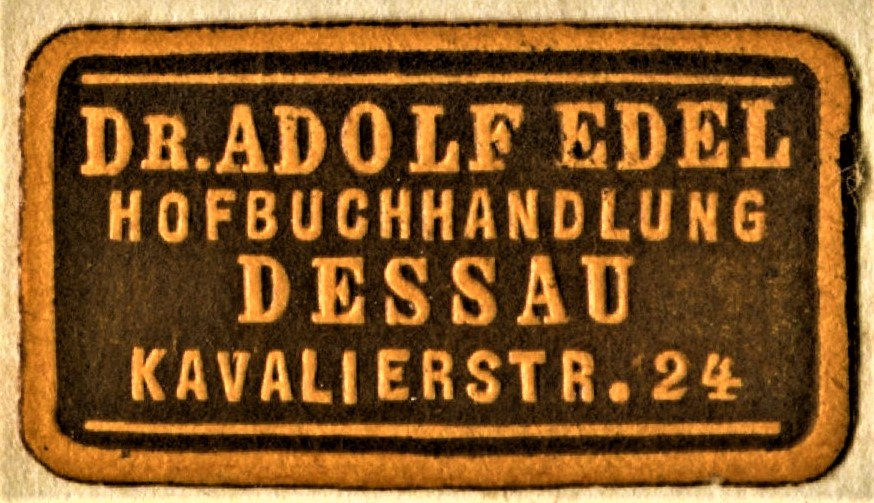
Buchhändlermarke der Hofbuchhandlung Dr. Adolf Edel, Dessau

Buchhandlung Dr. Adolf Edel, gelegentlich auch Buchhandlung Dr. Wolf Edel genannt, war der Firmenname einer Buchhandlung verschiedener Inhaber in Dessau in der Kavalierstraße 24 und 26. Das Dessauer Unternehmen bestand von 1905 bis Mitte der 1950er Jahre.

## Geschichte
Die gleichnamige in Linden bei Hannover betriebene Sortimentsbuchhandlung Dr. Adolf Edel war zum 1. Januar 1904 an den dortigen Nachfolger Alfred Scharf übergegangen, während die Edelsche Buchhandlung in Dessau spätestens 1905 unter der Adresse Kavalierstraße 24 ihren Betrieb aufgenommen hatte, zunächst mit dem Zusatz "vormals L. Bollings Buchhandlung", wobei auch ein Journal-Lesezirkel, eine Leihbibliothek, Musikalien und Kunstwerke angeboten wurden.
Ungefähr im Jahr 1909 wurde Dr. phil. Adolf Edel († vor 1928) der Titel Hofbuchhändler verliehen.
1914 listete The International Directory of Booksellers and Bibliophile’s Manuale […] das Unternehmen noch immer in der Kavalierstraße 24.
Zu Beginn der Weimarer Republik war „Dr. Adolf Edel“ Herausgeber der von Oktober 1919 bis Januar 1920 erschienenen sechs Ausgaben der Dessauer Theaterblätter des Redakteurs und späteren Filmkritikers Ernst Jäger. Die Schriften erschienen im Verlag der Hofbuchdruckerei (Rudolf) Weniger & Co. mit Sitz in der Poststraße 9.
Laut dem Adressbuch der Stadt Dessau von 1928 fand sich Dr. Adolf Edel, Buchhandlung, Inh. Emil Mühler zwar in der Kavalierstraße 26, doch die Witwe des unterdessen verstorbenen Hofbuchhändlers, Franziska, geborene Goetze, bewohnte zu der Zeit das Gebäude in der Poststraße 8.
Laut dem Adressbuch des Deutschen Buchhandels von 1931 war das Dessauer Unternehmen dann Dr. Adolf Edel, Inh. Otto Pfaffe benannt.
Noch zur Zeit des Nationalsozialismus sowie bis in den Zweiten Weltkrieg im Jahr 1940 war Otto Pfaffe als Inhaber der Edel’schen Buchhandlung bekannt.
Das Handelsregister führte das Unternehmen auch nach der Gründung der Deutschen Demokratischen Republik (DDR) noch bis zur Löschung im Jahr 1957 als Buchhandlung Dr. Wolf Edel in Dessau, Inhaber: Otto Pfaffe.

## Archivalien
Archivalien von und über die Edel’sche Buchhandlung finden sich beispielsweise
- im Landesarchiv Sachsen-Anhalt, Benutzungsort Dessau, für den Zeitraum von 1905 bis 1957 als Handelsregister-Akte A. Buchhandlung Dr. Wolf Edel in Dessau, Inhaber: Otto Pfaffe, 1905–1957 (Akte), Signatur Z 235, HRA Nr. 1913[2]
- im Sächsischen Staatsarchiv für den Zeitraum von 1937 bis 1956 im Bestand 21765 Börsenverein der Deutschen Buchhändler zu Leipzig (I), Archivalnummer F 02262[4]